# Sandro Kaiser
Sandro Kaiser (* 21. September 1989 in Fürstenfeldbruck) ist ein ehemaliger deutscher Fußballspieler.

## Laufbahn
Kaiser begann das Fußballspielen beim MTV Diessen. Im Sommer 2001 wechselte er zum TSV 1860 München, dessen Nachwuchsmannschaften er von der U13 bis zur U19 durchlief. 2006 wurde er mit der U17 der Sechzger deutscher B-Jugend-Meister, 2007 holte er mit den A-Junioren den DFB-Junioren-Vereinspokal. Am 14. März 2008 kam er zu seinem ersten Einsatz im Herrenbereich. Er stand bei der Regionalligapartie zwischen der zweiten Mannschaft des TSV 1860 und dem SV Sandhausen in der Startelf. In der Saison 2008/09 war er Stammspieler in der U23 der Löwen in der Regionalliga Süd.
Im Sommer 2009 wurde Kaiser von Trainer Ewald Lienen eingeladen, die Saisonvorbereitung mit der Profimannschaft des TSV 1860 zu bestreiten. Im Anschluss wurde Kaiser in den Profikader berufen. Sein erstes Spiel in der ersten Mannschaft der Sechzger bestritt Kaiser am 1. August 2009, er stand im Pokalspiel in Paderborn in der Startaufstellung. Am 9. August 2009 gab er sein Debüt in der 2. Bundesliga. Er spielte im Spiel von 1860 gegen die TuS Koblenz von Beginn an. Im Anschluss unterschrieb er bei den Münchner Löwen einen Profivertrag bis 2012.
In der Hinrunde der Spielzeit 2010/11 wurde er nur einmal eingewechselt, dazu bestritt er drei Spiele für die U23. Für die Rückrunde wurde er zusammen mit Eke Uzoma an den Ligakonkurrenten Arminia Bielefeld ausgeliehen, wo er 15 Mal zum Einsatz kam. In der folgenden Spielzeit kam er bis zur Winterpause zehnmal für die Zweitligamannschaft der Sechzger zum Einsatz. Beim 3:0 in Duisburg am 30. Oktober 2011 erzielte er dabei sein erstes Tor im Profifußball.
Nachdem er sich in der folgenden Winterpause einer Operation an der rechten Hüfte unterziehen musste, fiel er für den Großteil der Rückrunde aus. Nach Kaisers Angaben kam es bei der Operation zu einem Behandlungsfehler. Mitte April kam er erstmals wieder zu einem Kurzeinsatz in der U23. Aufgrund seiner Verletzungsanfälligkeit wurde der zum Saisonende auslaufende Vertrag nicht mehr verlängert, Kaiser verließ den TSV 1860 somit nach elf Jahren Vereinszugehörigkeit im Sommer 2012.
Zur Saison 2012/13 wechselte Kaiser zum Drittligisten 1. FC Heidenheim, wo er am 25. Mai 2012 einen Dreijahresvertrag unterschrieb. Am 4. Juli 2012 wurde bekannt, dass er seinen Vertrag „aus persönlichen Gründen“ mit sofortiger Wirkung aufgelöst hat. Nach einem halben Jahr ohne Verein gab der FSV Frankfurt am 31. Januar 2013 die Verpflichtung von Kaiser bekannt. Er erhielt einen Vertrag bis Saisonende plus eine Option auf eine weitere Saison. Seit Sommer 2013 war der Mittelfeldspieler vereinslos. Am 31. Januar 2014 wurde bekannt gegeben, dass Kaiser einen Vertrag bei der SpVgg Unterhaching unterschrieben hat. Nach einem halben Jahr in Unterhaching, in dem er lediglich in der zweiten Mannschaft eingesetzt worden war, wechselte er weiter zum Regionalligisten 1. FC Eintracht Bamberg.
Im Herbst 2015 gab Kaiser sein Karriereende bekannt.

## Titel und Erfolge
- Deutscher B-Junioren-Meister: 2006
- DFB-Junioren-Vereinspokalsieger: 2007